# Ультиматум
Ультима́тум (лат. ultimus «самый последний») — требование, связанное с ограничением времени, данного на его исполнение, а также с угрозой серьёзных последствий в случае его неисполнения. Ультиматум является демонстрацией нежелания какого-либо рода переговоров.
Ультиматумы применяются прежде всего в политике и порой предшествуют объявлению войны. Иногда ультиматумы встречаются и в других жизненных областях, например, в личной жизни или в экономике. С этической точки зрения ультиматумы в наше время оцениваются скорее отрицательно, особенно если они связаны с шантажом. Тем не менее в определённых политических ситуациях ультиматумы способны предотвратить большее зло.